# مایومی اوگاوا
مایومی اوگاوا (انگلیسی: Mayumi Ogawa؛ زادهٔ ۱۱ دسامبر ۱۹۳۹) یک هنرپیشه اهل ژاپن است. وی از سال ۱۹۶۱ میلادی تاکنون مشغول فعالیت بوده‌است.
از فیلم‌ها یا برنامه‌های تلویزیونی که وی در آن نقش داشته است می‌توان به انتقام از آن منست، روح خبیث، مادر اشاره کرد.